# Kajszówki
Kajszówki, Kajszówka (biał. Кайшоўка, Kajszouka; ros. Кайшовка, Kajszowka) – wieś na Białorusi, w obwodzie grodzieńskim, w rejonie korelickim, w sielsowiecie Cyryn, nad Serweczem.

## Historia
Pod zaborami i w II Rzeczypospolitej wieś i folwark. W XIX i w początkach XX w. położone były w Rosji, w guberni mińskiej, w powiecie nowogródzkim, w gminie Rajce. 
W dwudziestoleciu międzywojennym leżały w Polsce, w województwie nowogródzkim, w powiecie nowogródzkim, w gminie Cyryn. W 1921 wieś liczyła 327 mieszkańców, zamieszkałych w 57 budynkach, w tym 209 Białorusinów i 118 Polaków. 326 mieszkańców było wyznania prawosławnego i 1 rzymskokatolickiego. Folwark był wówczas zniszczony i niezamieszkały.
Po II wojnie światowej w granicach Związku Sowieckiego. Od 1991 w niepodległej Białorusi.